# Trudy Mackay
Trudy Frances Charlene Mackay (* 10. September 1952) ist eine US-amerikanische Biologin, Hochschullehrerin an der Clemson University in den USA und Direktorin des Center for Human Genetics der Clemson University.

## Werdegang
Mackay studierte Biologie an der Dalhousie University in Kanada und promovierte 1979 an der University of Edinburgh in Genetik. Von 1979 bis 1980 war sie Postdoctoral an der Dalhousie University, bevor sie 1980 wieder an die University of Edinburgh wechselte und dort bis 1987 blieb. Von 1987 bis 2018 forschte und lehrte sie an der North Carolina State University. 
Seit 2018 ist sie Professorin am Clemson Center for Human Genetics und am Department of Genetics and Biochemistry der Clemson University. Sie ist Mitglied in der Genetics Society of America und der American Association for the Advancement of Science.

## Forschung
Mackay forscht an den Umwelt- und Genfaktoren komplexer Erbgänge. Ihre Forschung hat zu einem besseren Verständnis komplexer Erbgänge beigetragen. Sie konnte grundlegende Erkenntnisse im Bereich der quantitativen Genetik gewinnen, die vor allem im landwirtschaftlichen Bereich von großer Bedeutung sind.   
Viele Erbgänge die für die Tier- und Pflanzenzüchtung relevant sind, sind über das Zusammenspiel vieler Genloci bestimmt. Mackay war eine der ersten, die diese genetischen, regulatorischen Netzwerke mit einer großen Anzahl an Genen quantitativ untersucht hat.
Sie verwendet als Modellorganismus Fruchtfliegen (Drosophila melanogaster) und untersucht anhand derer die Auswirkungen natürlicher Varianten und Mutationen auf Verhalten, Morphologie und Physiologie. Sie verwendet für ihre Forschung transposable P-Elemente, hochauflösende Genkarten von Quantitative Trait Loci (QTL) und die Sequenzierung ganzer Genome und verbindet die gewonnene, genetische Information mit den entsprechenden Phänotypen.   

## Auszeichnungen
- 2025 Darwin-Wallace-Medaille
- 2024 Mitglied der National Academy of Medicine
- 2021 Mitglied der American Philosophical Society
- 2016 Wolf Prize in Agrarwissenschaft[2]
- 2015 Alexander Quarles Holladay Medal for Excellence der North Carolina State University[3]
- 2013 Honoris Causa der Universidad de Buenos Aires in Argentinien[4]
- 2011 North Carolina Award for Science
- 2010 Mitglied der National Academy of Sciences[5]
- 2007 O. Max Gardner Award der University of North Carolina[6]
- 2007 Mitglied der New York Academy of Sciences
- 2006 Fellow of the Royal Society (FRS)[7]
- 2005 Mitglied der American Academy of Arts and Sciences[8]
- 2004 Genetics Society of America Medal[9]
- 2003 Fellow der American Association for the Advancement of Science